# Szórádi Erika
Szórádi Erika (Budapest, 1961. február 6. –) magyar színésznő, műsorvezető, szinkronszínész.

## Életpályája
1979-ben végzett a Nemzeti Színház Stúdiójában. Főiskolai tanulmányait a Színház- és Filmművészeti Főiskolán végezte 1980–1982 között. 1982–1983 között a József Attila Színház tagja volt. 1982–1987 között kisebb filmszerepei voltak (pl.: Szomszédok). 1983–1997 között pedig a Honvéd Művészegyüttes Kamaraszínházának tagja volt. 1985–1989 között az egri Ho Si Minh Főiskola orosz-történelem szakán tanult. 1993–1994 között elvégezte a Külkereskedelmi Főiskola PR Szakosítót, ahol másoddiplomát szerzett. 1993–1997 között a TV3 Fókusz című magazinjának volt a műsorvezetője volt. 1994–2006 között rendszeres munkája volt a szinkron és a hangalámondás. 1997-től szabadfoglalkozású. 2003-tól a Nagyházi Galéria kulturális programjainak háziasszonya. 2005-ben a Rádió Extrémben is hallhattuk műsorvezetőként.
Jelenleg is állandó narrátora a Duna TV Talpalatnyi zöld c. magazinjának, illetve a Story TV napi hírmagazinjának is, valamint hangja még ma is feltűnik különböző filmekben, sorozatokban.

## Színházi szerepeiből
- Lajtai Lajos - Békeffi István: A régi nyár...Masamód; Kokott
- Csukás István - Bergendy István: Süsü, a sárkány...Sárkányfűárus

## Filmjei
- Nyelvlecke (1997–2000)
- Szeret, nem szeret (2002)
- Szomszédok (1987–1988)
- Barátok közt (2009)
- Az adósság (2010)[2]
- Mintaapák (2020)
- A Tanár (2020)
- Keresztanyu (2022)

## Szinkronszerepei

### Filmek
- A jaguár: Anna - Alexandra Wandernoot
- Bűbáj: Mary Ilene Caselotty - Cathleen Trigg
- Csodálatos dolog: Louise - Sophie Stanton
- Egy boltkóros naplója: A TV Show műsorvezetőnője - Christine Ebersole
- Elvarázsolt kastély: Mrs. Coleman - Rachael Harris
- Fúrófej Taylor: Dolores - Lisa Ann Walter
- Hajrá csajok 4.: Pepper Driscoll - Lisa Glaze
- Séta a múltba: Cynthia Carter - Daryl Hannah
- Széttört szívek háza: Wah asszony - Amy Cheng

### Sorozatok
- A fagyos folyó lovasa: Kathleen O'Neil - Wendy Hughes
- A férfi fán terem: Mai Washington - Lauren Tom
- A halottkém: Det. Angela Kosmo - Venus Terzo
- A házasság buktatói: Süreyya - Neslihan Yeldan
- A szerelem rabjai: Katia Kramer - Betty Villar
- Árva angyal: Cecilia Santos de Velarde - Helena Rojo
- Bohókás professzor - Matilda
- Bűbájos boszorkák: Elise Rothman - Rebecca Balding
- Bűvölet: Camilla Ruggeri - Tiziana Sensi
- Chicago Hope: Dr. Jeremi Hanlon - Lauren Holly
- Christine kalandjai: Barb - Wanda Sykes
- CSI: A helyszínelők: Catherine Willows - Marg Helgenberger
- Csillagkapu (televíziós sorozat): Dr. Janet Fraiser - Teryl Rothery
- Az elit alakulat: Ruth Evershed - Nicola Walker
- Eva Luna: Justa Valdez - Lupita Ferrer
- Geronimo Stilton - Tea Stilton
- Gumball csodálatos világa - Masami Yoshida (2. évad), Margaret Robinson (3-5. évad) - Jessica McDonald, Teresa Gallagher
- Haven: Menchie - Mauralea Austin
- Időtlen szerelem: Regina Soberón de Gamboa - Julieta Rosen
- Ki vagy, doki? (Az idő végzete): Kormányzó - Teresa Banham
- Az ősforrás: Norma Morales - Socorro Bonilla
- Power Rangers: Misztikus erő: Udonna / White Mystic Ranger - Peta Rutter
- Sabrina, a tiniboszorkány: Mrs. Quick - Mary Gross
- Salomé: Manola - Patricia Reyes Spíndola
- Sarokba szorítva: Bruna Pérez - Alicia Plaza
- Seherezádé: Yasemin - Ebru Aykaç
- Szulejmán: Zeynep Hatun (Şefika Tolun) / Zeleyha Hatun
- Született feleségek: Felicia Tilman - Harriet Sansom Harris
- Vadmacska: Maria Julia Rodriguez - Frances Ondiviela